# Zhashkivi (huyện)
Huyện Zhashkivi (tiếng Ukraina: Жашківський район, chuyển tự: Zhashkivis’kyi raion) là một huyện của tỉnh Cherkasy thuộc Ukraina. Huyện Zhashkivi có diện tích 964 kilômét vuông, dân số theo điều tra dân số ngày 5 tháng 12 năm 2001 là 45626 người với mật độ 47 người/km2. Trung tâm huyện nằm ở Zhashkiv.